# Gare de Leudelange
La gare de Leudelange est une gare ferroviaire luxembourgeoise de la ligne 7, de Luxembourg à Pétange, située au village de Leudelange-Gare sur le territoire de la commune de Leudelange, dans le canton d'Esch-sur-Alzette.
Elle est mise en service en 1900 par la Société anonyme luxembourgeoise des chemins de fer et minières Prince-Henri. C'est une halte ferroviaire de la Société nationale des chemins de fer luxembourgeois (CFL), desservie par des trains Regionalbunn (RB) uniquement.

## Situation ferroviaire
Établie à 316 mètres d'altitude, la gare de Leudelange est située au point kilométrique (PK) 14,298 de la ligne 7 de Luxembourg à Pétange, entre les gares d'Hollerich et de Dippach - Reckange.

## Histoire

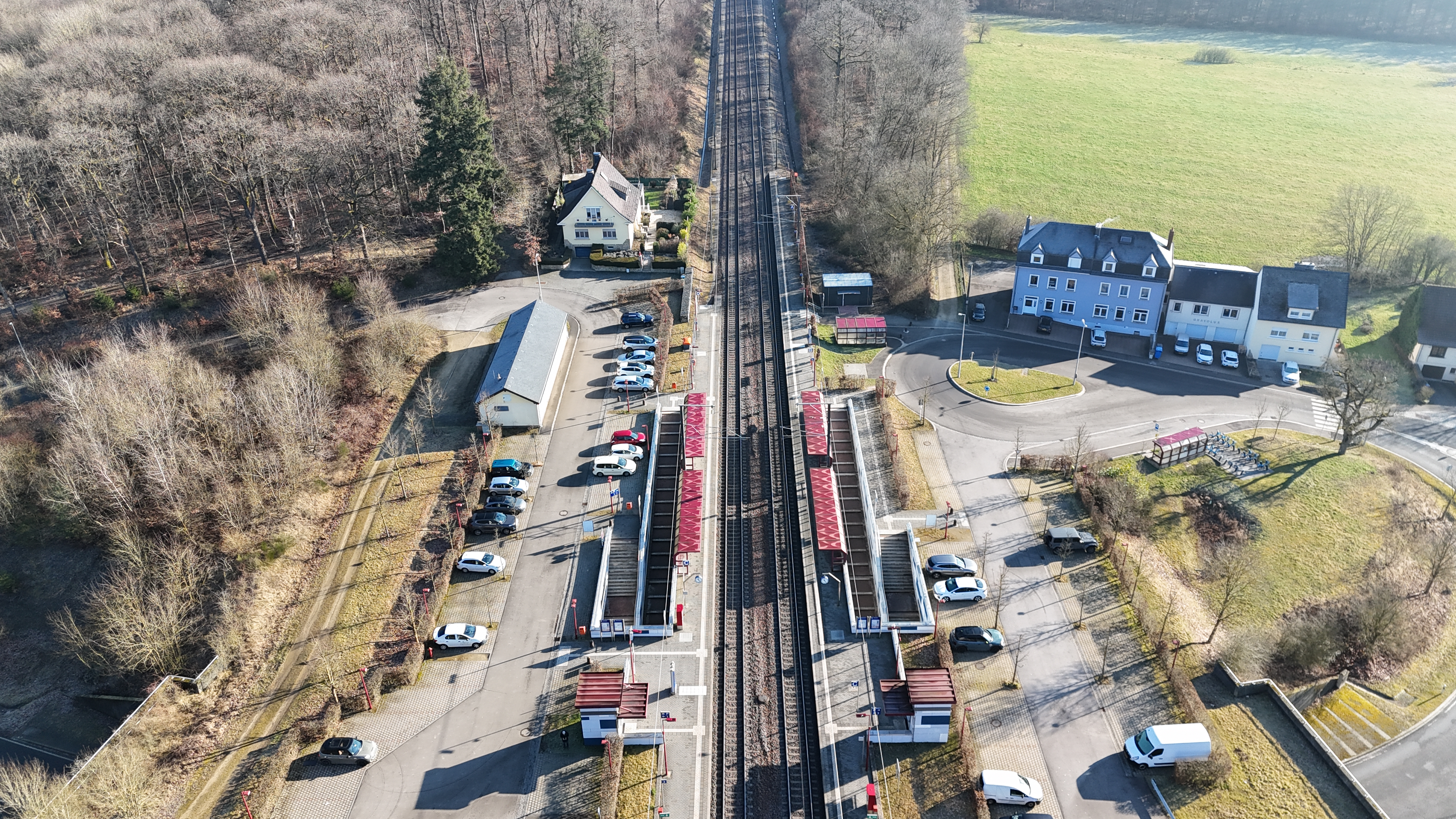
La gare vue d'en haut.

La station de Leudelange est mise en service par la Société anonyme luxembourgeoise des chemins de fer et minières Prince-Henri, lors de l'ouverture à l'exploitation la ligne de Luxembourg à Pétange le 8 août 1900.
La gare est totalement réaménagée lors de la mise à deux voies de la ligne. L'ancien bâtiment voyageurs est conservé et intégré au dépôt de carburants et des bâtiments voisins sont détruits. Le passage à niveau est supprimé et remplacé par un passage sous la voie inauguré le 16 juillet 2008.

## Service des voyageurs

### Accueil
Halte CFL, c'est un point d'arrêt non géré (PANG). Le passage d'un quai à l'autre se fait par un souterrain équipé d'ascenseurs. La halte dispose de deux abris et d'un automate pour l'achat de titres de transport.

### Dessertes
Leudelange est desservie par des trains Regionalbunn (RB) qui exécutent les relations suivantes, :
- Luxembourg - Rodange - Longwy.

### Intermodalité
Un parc pour les vélos (7 places) et un parking pour les véhicules (69 places) y sont aménagés. La gare est desservie par la ligne 655 du Régime général des transports routiers et, la nuit, par la ligne Late Night Bus Leudelange du service « Nightbus ».